# Karl Mai
Karl Mai detto Charly (Fürth, 27 luglio 1928 – 15 marzo 1993) è stato un calciatore tedesco di ruolo centrocampista, campione mondiale nel 1954.

## Carriera
Mai tra il 1942 ed il 1961 giocò per il Fürth e il Bayern Monaco.
Conta 21 presenze e un gol con la Nazionale tedesca occidentale, con cui esordì l'11 ottobre 1953 contro la Saarland (3-0). Fece parte della selezione che vinse i Mondiali nel 1954, dove disputò 5 delle 6 partite giocate dalla Germania Ovest, compresa la vittoriosa finale contro l'Ungheria.
È morto nel 1993 a causa di una leucemia e nell'ottobre del 2004 la sua città natale rinominando il quartiere dove sono ubicati gli impianti sportivi Charly-Mai-Sportanlage.

## Palmarès

### Club

#### Competizioni regionali
- Oberliga Süd: 1

Fürth: 1949-1950

### Nazionale
- Campionato mondiale: 1

Svizzera 1954